# غروس فوركاورن
غروس فوركاورن (بالإنجليزية: Gross Furkahorn)‏ هو أحد جبال سلسلة جبال الألب أوري وجزء من القمة الأم داماستوك يقع في كانتون فاليز وكانتون أوري، سويسرا. يبلغ ارتفاع الجبل حوالي 3169 متر، بينما يبلغ ارتفاع نتوء الجبل 60 متر.